# David McNamee
David McNamee (Irvine, 20 de abril de 1988) es un deportista británico que compite en triatlón. Ganó dos medallas de bronce en el Campeonato Mundial de Ironman, en los años 2017 y 2018, y una medalla de bronce en el Campeonato Europeo de Ironman de 2021.

## Palmarés internacional
| Campeonato Mundial | Campeonato Mundial     | Campeonato Mundial | Campeonato Mundial |
| Año                | Lugar                  | Medalla            | Prueba             |
| ------------------ | ---------------------- | ------------------ | ------------------ |
| 2017               | Hawái (Estados Unidos) | Medalla de bronce  | Individual         |
| 2018               | Hawái (Estados Unidos) | Medalla de bronce  | Individual         |
| Campeonato Europeo |                        |                    |                    |
| Año                | Lugar                  | Medalla            | Prueba             |
| 2021               | Fráncfort (Alemania)   | Medalla de bronce  | Individual         |